# Palaechtodes cossonoides
Palaechtodes cossonoides (лат.) — вид мелких жуков-долгоносиков из подсемейства Cyclominae (Listroderini), единственный в составе рода Palaechtodes. Эндемики острова Тристан-да-Кунья (юг Атлантического океана). Длина тела жуков от 7 до 7,5 мм. Рострум среднего размера; опушение состоит из щетинковидных чешуек и щетинок; переднеспинка субцилиндрическая; имеются дорсальные кили на роструме. Palaechtodes включён в подтрибу Palaechthina из трибы Listroderini и близок к родам Anorthorhinus, Haversiella, Gunodes, Listronotus, Neopachytychius, Palaechthus, Steriphus, Tristanodes.
Вид был впервые описан в 1884 году под названием Palaechthus cossonoides материала из субарктических островов Тристан-да-Кунья.
Биология не изучена, питаются предположительно (как и близкие группы) листьями (имаго) и корнями растений (личинки).